# Governo Pompidou II
Il  governo Pompidou II è stato il secondo governo della Quinta Repubblica francese presieduto dal primo ministro Georges Pompidou in carica dal 7 dicembre 1962 all'8 gennaio 1966. Dopo il governo Debré è il terzo governo della Quinta Repubblica francese.
La coalizione di centro-destra che lo sosteneva, era composta da:
- Unione per la Nuova Repubblica (UNR)
- Repubblicani Indipendenti (RI)
- Unione Democratica del Lavoro (UDT)

## Composizione
Governo nominato in data 7 dicembre 1962
Primo ministro
- Primo Ministro: Georges Pompidou

Ministri di Stato
- Ministro di Stato agli affari culturali: André Malraux
- Ministro di Stato ai dipartimenti e territori d'oltremare: Louis Jacquinot (UNR)
- Ministro di Stato alla riforma amministrativa: Louis Joxe
- Ministro di Stato alla ricerca scientifica, questioni atomiche e spaziali: Gaston Palewski fino al 23 febbraio 1965

Ministri
- Guardasigilli, ministro della giustizia: Jean Foyer (UNR)
- Ministro degli affari esteri: Maurice Couve de Murville
- Ministro dell'interno: Roger Frey (UNR)
- Ministro dell'esercito: Pierre Messmer
- Ministro delle finanze e degli affari economici: Valéry Giscard d'Estaing (RI)
- Ministro dell'educazione nazionale: Christian Fouchet
- Ministro dei lavori pubblici e dei trasporti: Marc Jacquet
- Ministro dell'industria: Michel Maurice-Bokanowski (UNR)
- Ministro dell'Agricoltura: Edgard Pisani
- Ministro del lavoro: Gilbert Grandval  (UDT)
- Ministro della sanità pubblica e della popolazione: Raymond Marcellin (RI)
- Ministro delle costruzioni:  Jacques Maziol (UNR)
- Ministro dei vecchi combattenti e vittime di guerra: Jean Sainteny
- Ministro delle poste e delle telecomunicazioni: Jacques Marette (UNR)
- Ministro dell'informazione: Alain Peyrefitte (UNR)
- Ministro dei rimpatriati: François Missoffe (UNR) fino al 23 giugno 1964

Ministri delegati
- Ministro delegato alla cooperazione: Raymond Triboulet  (UNR)

Segretari di Stato
- Segretario di Stato per gli affari algerini: Jean de Broglie (RI)
- Segretario di Stato per i rapporti con il Parlamento: Pierre Dumas (UNR)
- Segretario di Stato per gli affari esteri: Michel Habib-Deloncle (UNR)
- Segretario di Stato per il bilancio: Robert Boulin (UNR)

## Rimpasto del 20 marzo 1963
- Cambio di deleghe, da Segretario di Stato per i rapporti con il Parlamento a Segretario di Stato per il turismo e la promozione sociale per Pierre Dumas.

## Rimpasto del 23 luglio 1964
- Soppressione del Segretariato di Stato per i rimpatriati; la delega passa al Ministro dell'interno.

## Rimpasto del 12 giugno 1963
Nomina di:
- Segretario di Stato per la gioventù e lo sport: Maurice Herzog

## Rimpasto del 23 febbraio 1965
Nomina di:
- Abolizione del Ministero della ricerca scientifica, delle questioni atomiche e spaziali, creazione del Segretariato di Stato per la ricerca scientifica e le questioni atomiche e spaziali con nomina di: Yvon Bourges